# Gigha

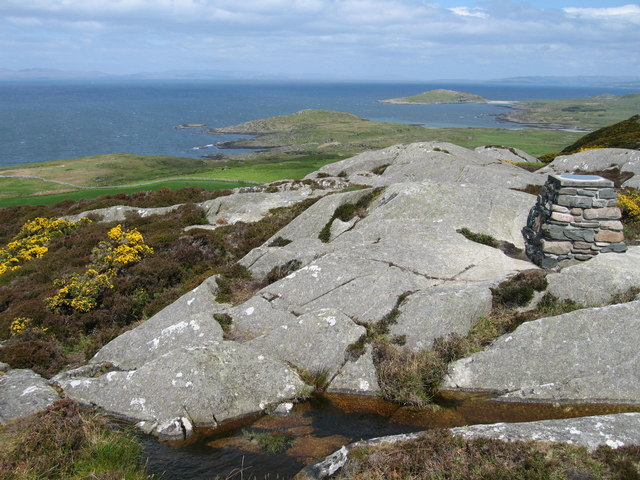
Creag Bhàn, der höchste Hügel Gighas

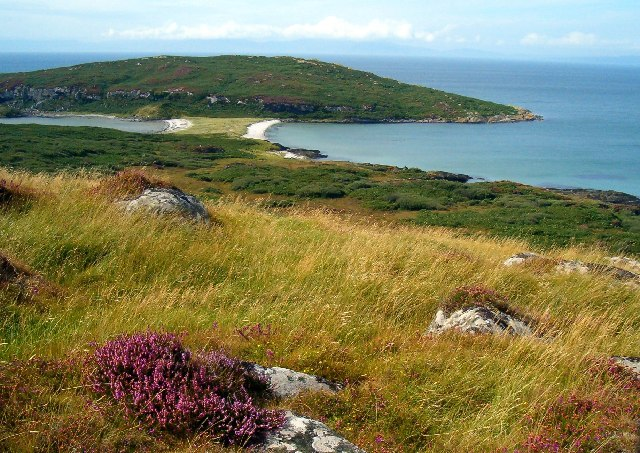
Die beiden Strände am Tombolo von Eilean Gharb

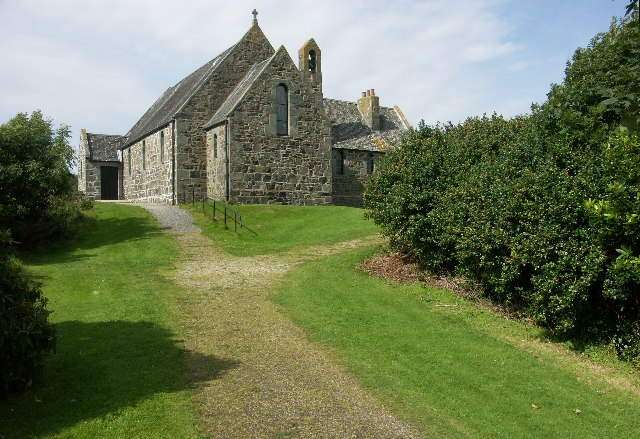
Die Kirche bei Kilchattan

Gigha (englische Aussprache ˈɡiːə, schottisch-gälisch Giogha (Gioghaⓘ); eventuell aus dem Altnorwegischen Guðey („Gute Insel“) oder Gud-øy („Gottesinsel“); englisch auch Isle of Gigha) ist eine Insel in Schottland. Sie ist nach Islay die südlichste bewohnte Insel der Inneren Hebriden. 2011 lebten 163 Einwohner auf Gigha.

## Geographie
Gigha liegt etwa vier Kilometer westlich der Halbinsel Kintyre unweit des Ortes Killean. Der an der engsten Stelle 2,6 km breite Sound of Gigha trennt Gigha von der Halbinsel. Rund 15 Kilometer weiter westlich liegt Islay, 16 Kilometer nordwestlich von Gigha die Insel Jura. Um Gigha liegen mehrere kleine, unbewohnte Inseln wie Cara Island, Craro, Gigalum und Eilean Gharb, sowie zahlreiche Schären und Felsen. Cara war bis in das 19. Jahrhundert bewohnt.
Gigha erstreckt sich in Nord-Süd-Richtung rund 9,5 Kilometer, in West-Ost-Richtung 2,5 Kilometer. Die Fläche beträgt rund 14,0 km². Höchste Erhebung ist mit 100 Metern über dem Meeresspiegel der Creag Bhàn. Das felsige Zentrum der Insel besteht aus Amphibolit mit Intrusionen von Basalt. Der wichtigste Ort ist Ardminish an der Südostküste, wo es an der Ardminish Bay einen Ankerplatz gibt. Weiter nördlich liegen Druimyeon Bay und die Buchten West Tarbert und East Tarbert zu beiden Seiten eines Isthmus.
Gigha gehört zur Council Area Argyll and Bute.
Das Klima ist aufgrund des Golfstroms mild. Gigha hat im Vergleich zum schottischen Durchschnitt überdurchschnittlich viele Sonnenstunden und recht fruchtbare Böden.

## Geschichte
Gigha war bereits in prähistorischer Zeit besiedelt. Zahlreiche Menhire „Standing stones“ (Bodach and Cailleach,  Carragh An Tarbert), Cairns, Oghamsteine (Cnoc na Carraigh bei Ardminish) und Duns zeugen davon. Vermutlich spielte Gigha eine bedeutende Rolle im Dalriada-Königreich. Im 6. Jahrhundert soll König Conall I. hier seinen Sitz gehabt haben. Später wurde die Insel von Wikingern beherrscht. Zeitweise gehörte Gigha zum Einflussgebiet der Lords of the Isles. Der Clan MacNeill hat hier seine Wurzeln. 1865 verkaufte er die Insel, die sich ein halbes Jahrtausend im Besitz des Clans befunden hatte, an den Baron William Scarlett. Seine Familie behielt die Insel bis 1919 in ihrem Besitz. Fortan hatte Gigha nacheinander häufig wechselnde Eigentümer. 
Auf Gigha lebten im 18. Jahrhundert über 600 Menschen. 2000 war die Zahl auf 98 gesunken. 2002 erwarben die Einwohner für vier Millionen Pfund die Insel (community buy-out). Der Isle of Gigha Heritage Trust ist seither juristischer Besitzer der Insel. Seit 2002 steigt die Einwohnerzahl; zugleich gab es zahlreiche Projekte zur Entwicklung von Landwirtschaft und Tourismus. Bis 2006 wuchs die Einwohnerzahl auf 150.

## Wirtschaft und Infrastruktur
Die Einwohner Gighas leben vor allem von der Viehwirtschaft und dem Tourismus. Der Fischfang spielt seit den 1960er Jahren keine Rolle mehr. Gigha hat mit 3,7 von 14,0 km² einen für Schottland hohen Anteil fruchtbaren Landes. Drei Windkraftanlagen wurden errichtet, die dem Isle of Gigha Heritage Trust gehören.

### Tourismus
Zu den Sehenswürdigkeiten gehören neben den Menhiren (engl. Standing stones), Duns und Cairns die 20 Hektar großen Achamore Gardens mit zahlreichen Rhododendren und Azaleen sowie den Resten der St. Catan's Chapel aus dem 13. Jahrhundert. Bei Kilchattan befindet sich eine weitere Kirche. Ferner gibt es einen Golfplatz sowie das Gigha Boats and Activity Centre für Bootsausflüge und Wassersport. Rund um Gigha, besonders an den skerries, liegen viele Schiffswracks. Zuletzt strandete 1991 das russische Schiff Kartli; vier Seeleute kamen ums Leben.

### Verkehr
Am Südende der Insel gibt es einen kleinen, grasbewachsenen Flugplatz. Von Tayinloan auf der Kintyre-Halbinsel verkehren Fähren des Unternehmens Caledonian MacBrayne nach Ardminish.

### Bildung
Auf Gigha gibt es eine Primary school, aber keine weiterführenden Schulen.

## Flora und Fauna
An der Küste Gighas und auf den umliegenden Inseln brüten zahlreiche Seevögel wie Trottellummen und Eiderenten. Auf der Insel finden sich zum Beispiel Greifvogelarten, Graureiher und Fasane.

## Kultur
Gigha ist bekannt für die Harfenistenfamilie Mac an Breatnaigh, deren Nachfahren bis 1685 auf Gigha lebten. Gigha war bis in die 1920er Jahre eine Insel mit einem großen Anteil an Sprechern der schottisch-gälischen Sprache. In den 1930er Jahren wurde das Gälisch von Gigha ausgiebig untersucht. Bei der Volkszählung 2001 gaben nur noch 14 Prozent der Befragten an, gälisch zu sprechen.

Isle of Gigha
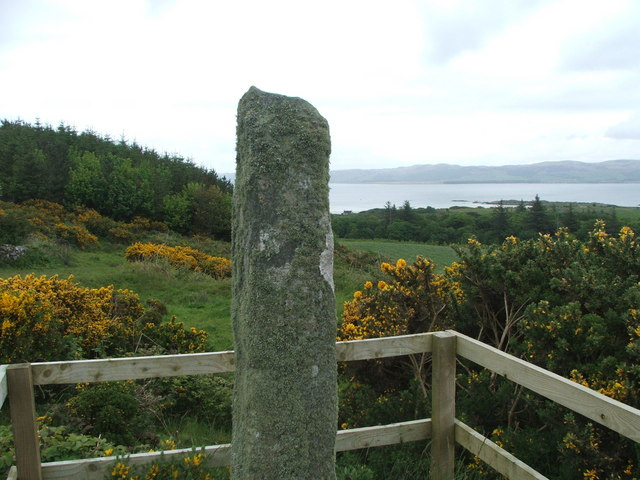
Der Oghamstein
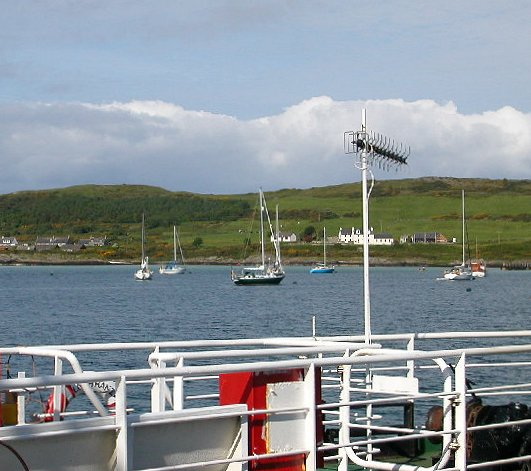
Ardminish Bay, von der Fähre aus
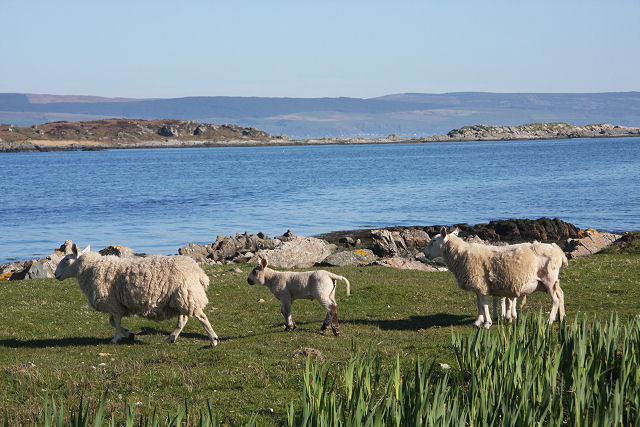
Gigalum, von Gigha aus
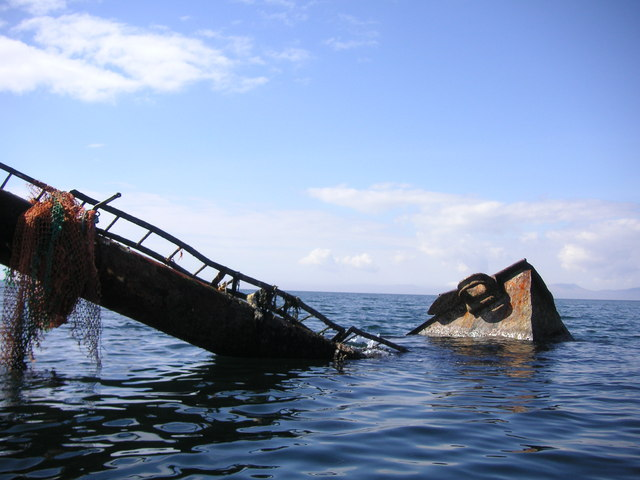
Das Wrack der Kartli